# Jean-François Julliard

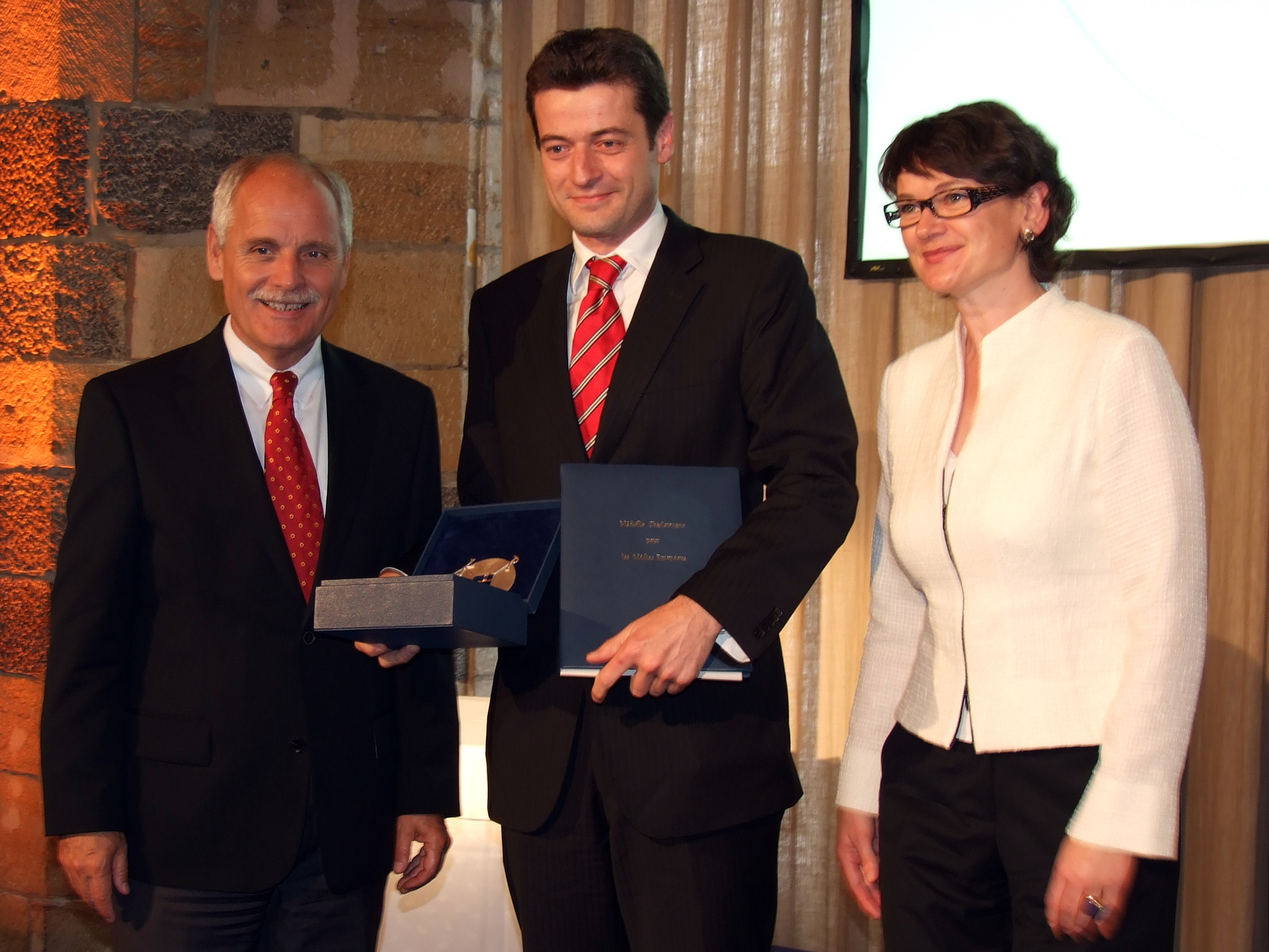
Jean-François Julliard (Mitte) bei der Verleihung der Karlsmedaille für europäische Medien 2009

Jean-François Julliard (* 1973 in Bordeaux) ist ein französischer Journalist und war Generalsekretär der Organisation Reporter ohne Grenzen.
Jean-François Julliard stammt aus einer politisch aktiven Familie. Seine Mutter gehört der Sozialistischen Partei an und war von 2001 bis 2008 Bürgermeisterin von Le Puy-en-Velay und seit 2004 stellvertretende Vorsitzende des Regionalrates der Auvergne. Ein Bruder ist Bruno Julliard.
Jean-François Julliard studierte Journalismus, Rundfunk und Film in Paris.
Er gehört den Reportern ohne Grenzen seit dem Jahr 1998 an. Er war verantwortlich für die Region Afrika, bevor er zum Leiter der Abteilung Recherche ernannt wurde. Im Februar 2001 wurde er in Tunis verhaftet und aus Tunesien ausgewiesen, nachdem er Kopien der von Jalal Zoghlami herausgegebenen  Monatszeitschrift Kaws El Karama verteilt hatte. Im Oktober 2001 wurde er in Paris von Polizisten in Zivil während einer Demonstration von Reportern ohne Grenzen gegen den Besuch des Präsidenten von Burkina Faso, Blaise Compaoré, dem vorgeworfen wurde, verantwortlich für die Ermordung des Journalisten Norbert Zongo zu sein, zu Boden geworfen. Am Montag, dem 24. März 2008, entfaltete er während der die Rede des Präsidenten des chinesischen Olympischen Organisationskomitees Liu Qi, zusammen mit Robert Ménard und Vincent Brossel ein Banner, auf dem die olympischen Ringe durch Handschellen ersetzt waren, um gegen Verletzungen der Menschenrechte in China zu protestieren. Während des Zugs der olympischen Flamme durch Paris kletterte er mit Robert Ménard und Priscilla Telmon auf die Kathedrale Notre-Dame, um eine große Fahne der olympischen Ringe als Handschellen aufzuhängen. Am 26. September 2008 wurde er zum Generalsekretär der Nichtregierungsorganisation, als Nachfolger von Robert Ménard, der sein Amt niedergelegt hatte.
Er ist auch Herausgeber der Wochenzeitung Qui Vive!, herausgegeben von Reporter ohne Grenzen.